# Carlo II Federico di Montmorency-Luxembourg
Carlo II Federico di Montmorency-Luxembourg (Parigi, 31 dicembre 1702 – Parigi, 18 maggio 1764) è stato un nobile e generale francese.

## Biografia
Figlio primogenito del Carlo I Federico di Montmorency-Luxembourg, per le sue doti militari nel 1757 venne nominato Maresciallo di Francia come suo nonno, il maresciallo de Luxembourg. Già dal 1726 ad ogni modo era divenuto governatore della Normandia come da tradizione nella sua famiglia.
Nel nuovo castello di Montmorency che fece costruire, diede asilo a Rousseau dal 1757 al 1762, anno in cui ebbe un litigio con madame d'Epinay, sua protettrice, e pertanto decise di lasciare tale abitazione per trasferirsi al castello di Chevrette.

## Matrimonio e figli
Il 9 gennaio 1724, Carlo II Federico sposò Marie-Sophie Colbert, marchesa di Seignelay, contessa di Tancarville e signora di Gournay. De questo matrimonio nacquero i seguenti figli:
- Anne-Maurice (-? 1760), sposò il 26 febbraio 1745 Anne Louis Alexandre de Montmorency, principe di Robecque, Grande di Spagna
- Anne Francois de Montmorency-Lussemburgo (1735-1761), duchessa di Montmorency (per gentile concessione), baronessa de Jaucourt, contessa di Tancarville e Gournay, marchesa di Seignelay

Dopo la morte della prima moglie, nel 1750 si risposò con Madeleine Angélique de Neufville Villeroy (1707 - 1787) da cui però non ebbe altri figli.
Dato che tutte le sue figlie gli premorirono, alla morte di Carlo II Federico tutti i suoi titoli passarono al cugino Anne Charles Sigismond de Montmorency-Luxembourg.

## Stemma
| Image | Stemma |
| ----- | --- |
| \| \| | Carlo II Federico di Montmorency-Luxembourg Duca di Piney-Luxembourg, duca di Montmorency, Maresciallo di Francia |
|       | |